# Zoilosz
Zoilosz (Kr. e. 4. század) görög filozófus.
A szofista filozófia követője, Iszokratész kortársa volt. Héraklitosz születési helye, a trákiai Amphipolisz után Thrakikón andrapodónnak nevezte. A Szuda-lexikon a következő munkát említi neve mellett: Kata tón poiszenón logoi té. Hírnevét a homéroszi költemények vakmerő támadásának köszönhette, innen ered másik mellékneve is: Homeromasztix. Munkái elvesztek.